# اتمسفر (یکا)
اتمسفر یک واحد برای اندازه‌گیری فشار است. در دهمین کنفرانس عمومی واحدهای اندازه‌گیری اتمسفر به عنوان یک واحد رسمی اندازه‌گیری فشار پذیرفته شد و مقدار دقیق آن برابر با ۱٬۰۱۳٬۲۵۰ دین بر سانتی‌متر مربع (برابر با ۱۰۱٬۳۲۵ پاسکال) تعیین شد.
هر اتمسفر تقریباً برابر با میانگین فشار هوا در سطح آبهای آزاد در سواحل شهر پاریس فرانسه است. شهرهای دیگر دنیا که در عرض جغرافیایی مشابهی قرار دارند، از میانگین فشار هوای مشابهی نیز برخوردارند.
|        | پاسکال (Pa) | بار (bar)     | اتمسفر فنی (at) | اتمسفر (atm) | تور (Torr)         | پوند بر اینچ مربع (psi) |
| ------ | ----------- | ------------- | --------------- | ------------ | ------------------ | ----------------------- |
| 1 Pa   | ≡ 1 N/m2    | 10−5          | 1.0197×10−5     | 9.8692×10−6  | 7.5006×10−3        | 145.04×10−6             |
| 1 bar  | 100,000     | ≡ 106 dyn/cm2 | 1.0197          | 0.98692      | 750.06             | 14.504                  |
| 1 at   | 98,066.5    | 0.980665      | ≡ 1 kgf/cm2     | 0.96784      | 735.56             | 14.223                  |
| 1 atm  | 101,325     | 1.01325       | 1.0332          | ≡ 1 atm      | 760                | 14.696                  |
| 1 torr | 133.322     | 1.3332×10−3   | 1.3595×10−3     | 1.3158×10−3  | ≡ 1 Torr; ≈ 1 mmHg | 19.337×10−3             |
| 1 psi  | 6,894.76    | 68.948×10−3   | 70.307×10−3     | 68.046×10−3  | 51.715             | ≡ 1 lbf/in2             |

مثال:  ۱Pa = ۱ N/m۲  = ۱۰−۵ bar  = ۱۰/۱۹۷×۱۰−۶ at  = ۹/۸۶۹۲×۱۰−۶ atm

یادآوری:  mmHg نماد میلی‌متر جیوه است.